# Jeroen Verhoeven
Jeroen Verhoeven (Naarden, 30 aprile 1980) è un ex calciatore olandese, di ruolo portiere.
Per la sua robusta corporatura è soprannominato Pizza Man.

## Carriera

### Club
Jeroen Verhoeven, dopo 181 partite giocate e 256 gol subiti con il Volendam, nel 2009 viene ingaggiato dall'Ajax come terzo portiere. Esordisce con la maglia dei lancieri in campionato in una partita del marzo 2011 dopo l'infortunio del portiere titolare Maarten Stekelenburg. Il 15 maggio dello stesso anno vince l'Eredivisie con l'Ajax nello scontro diretto vinto per 3-1 contro il Twente.

Il 2 maggio 2012 vince la sua seconda Eredivisie consecutiva con l'Ajax senza però giocare alcuna partita in questa stagione. Al termine della stagione si svincola dai lancieri.
Il 28 settembre 2012 firma un contratto triennale con l'Utrecht con il quale debutta in campionato il 7 aprile 2013, a distanza di due anni dalla sua ultima partita, nella vittoria interna per 1-0 contro l'ADO Den Haag sostituendo l'infortunato Ruiter al 37º del secondo tempo. La settimana seguente prende 6 gol dall'AZ Alkmaar.
Torna a giocare il 18 agosto contro il Twente prendendo altri 6 gol. Nell'agosto del 2015 torna al Volendam a parametro zero. Dopo 7 partite con la squadra delle giovanili, disputa 4 partite nel campionato. Alla scadenza del contratto annuncia il ritiro, ma il 26 agosto accetta l'offerta dell'ASV De Dijk, squadra appena promossa in quarta serie del campionato olandese.

## Statistiche

### Presenze e reti nei club
| Stagione        | Squadra         | Campionato      | Campionato | Campionato | Playoff campionato | Playoff campionato | Playoff campionato | Coppe nazionali | Coppe nazionali | Coppe nazionali | Coppe europee | Coppe europee | Coppe europee | Totale | Totale |
| Stagione        | Squadra         | Pres            | Reti       | Comp       | Pres               | Reti               | Comp               | Pres            | Reti            | Comp            | Pres          | Reti          | Pres          | Reti   |        |
| --------------- | --------------- | --------------- | ---------- | ---------- | ------------------ | ------------------ | ------------------ | --------------- | --------------- | --------------- | ------------- | ------------- | ------------- | ------ | ------ |
| 2003-2004       | Volendam        | A               | 16         | -28        | -                  | 6                  | -15                | CO              | 1               | 0               | -             | -             | -             | 23     | -43    |
| 2004-2005       | Volendam        | B               | 3          | -1         | -                  | 6                  | -9                 | CO              | 0               | 0               | -             | -             | -             | 9      | -10    |
| 2005-2006       | Volendam        | B               | 23         | -24        | -                  | 5                  | -6                 | CO              | 2               | -4              | -             | -             | -             | 30     | -34    |
| 2006-2007       | Volendam        | B               | 38         | -40        | -                  | 2                  | -6                 | CO              | 1               | 0               | -             | -             | -             | 41     | -46    |
| 2007-2008       | Volendam        | B               | 38         | -46        | -                  | -                  | -                  | CO              | 1               | -4              | -             | -             | -             | 37     | -36    |
| 2008-2009       | Volendam        | A               | 34         | -67        | -                  | -                  | -                  | CO              | 5               | -6              | -             | -             | -             | 46     | -40    |
| Totale Volendam | Totale Volendam | Totale Volendam | 152        | -206       |                    | 19                 | -36                |                 | 10              | -14             |               | -             | -             | 181    | -256   |
| 2009-2010       | Ajax            | A               | 0          | 0          | -                  | -                  | -                  | CO              | 0               | 0               | UEL           | 0             | 0             | 0      | 0      |
| 2010-2011       | Ajax            | A               | 3          | -4         | -                  | -                  | -                  | CO              | 1               | -1              | UCL / UEL     | 2             | -3            | 6      | -8     |
| 2011-2012       | Ajax            | A               | 0          | 0          | -                  | -                  | -                  | CO              | 0               | 0               | UCL / UEL     | 0             | 0             | 0      | 0      |
| Totale Ajax     | Totale Ajax     | Totale Ajax     | 3          | -4         | -                  | -                  | -                  |                 | 1               | -1              |               | 2             | -3            | 6      | -8     |
| 2012-2013       | Utrecht         | A               | 2          | -6         | -                  | 0                  | 0                  | CO              | 0               | 0               | -             | -             | -             | 2      | -6     |
| 2013-2014       | Utrecht         | A               | 4          | -8         | -                  | 0                  | 0                  | CO              | 0               | 0               | -             | -             | -             | 4      | -8     |
| 2014-2015       | Utrecht         | A               | 5          | -10        | -                  | 0                  | 0                  | CO              | 0               | 0               | -             | -             | -             | 5      | -10    |
| Totale carriera | Totale carriera | Totale carriera | 166        | -234       |                    | 19                 | -36                |                 | 11              | -15             |               | 2             | -3            | 198    | -288   |

## Palmarès
- Campionato olandese: 2

Ajax: 2010-2011, 2011-2012